# Cylindroiulus sangranus
Cylindroiulus sangranus är en mångfotingart som beskrevs av Karl Wilhelm Verhoeff 1932. Cylindroiulus sangranus ingår i släktet Cylindroiulus och familjen kejsardubbelfotingar. Inga underarter finns listade i Catalogue of Life.